# 兰亭街道
兰亭街道是中华人民共和国浙江省紹興市柯桥区下辖的一个街道办事处。距区治柯桥街道17公里，西邻漓渚镇，北邻福全镇，东邻越城区，南邻诸暨市。该镇面积83平方公里，3.2万人口，辖1个居委会，20个行政村。
境内主要旅游景点有兰亭风景区、印山越国王陵、兰亭国家森林公园、王阳明墓地等。
2017年7月23日，浙江省人民政府批复同意撤销兰亭镇建制，其行政区域改由绍兴市柯桥区政府直辖。
2017年8月7日，绍兴市人民政府批复同意在原兰亭镇行政区域内设立兰亭街道办事处。

## 行政区划
兰亭街道下辖以下村级行政区划单位：
娄宫社区、谢家桥村、紫洪山村、古筑村、桃源村、联合村、张家葑村、里木栅村、兰亭村、大庆村、新陈村、兰渚山村、花街村、任家畈村、阮港村、谢家坞村、娄宫村、山下村、黄贤村、金庄村和栅溪村。

## 文保单位
兰亭是钱币学家戴葆庭的故乡，位于兰亭街道娄宫村横河里八宝山头的戴葆庭墓曾于1998年被列为绍兴县文物保护单位。 